# Mengkoka-Zwerghörnchen
Das Mengkoka-Zwerghörnchen (Prosciurillus abstrusus) ist eine Hörnchenart aus der Gattung der Sulawesi-Zwerghörnchen (Prosciurillus), die auf der zu Indonesien gehörenden Insel Sulawesi vorkommt.

## Merkmale
Wie die anderen Arten der Sulawesi-Zwerghörnchen gehört auch das Mengkoka-Zwerghörnchen zu den kleineren Hörnchenarten, die endemisch auf der Insel Sulawesi sind. Es erreicht eine Kopf-Rumpf-Länge von etwa 11,5 bis 14,8 Zentimetern. Der Schwanz ist etwa 7 bis 13 Zentimeter lang und damit etwas kürzer als der restliche Körper. Die Rückenfarbe und der Schwanz der Tiere sind dunkelbraun mit einer sandfarbenen Fleckung. Die Unterseite ist dunkel grau-weiß, bei einigen Individuen kommt ein blasser sandfarbener Fleck an der Kehle hinzu.
In seiner Größe und Färbung entspricht das Mengkoka-Zwerghörnchen dem Gemeinen Sulawesi-Zwerghörnchen (Prosciurillus murinus), ist jedoch etwas trüber. Zudem sind die Ohren des das Mengkoka-Zwerghörnchens an ihrer Oberseite weiß statt ebenfalls dunkelbraun.

## Verbreitung
Das Mengkoka-Zwerghörnchen kommt in den Mengkoka-Bergen im Südosten der zu Indonesien gehörenden Insel Sulawesi vor, wo es allerdings nur von seinem Erstbeschreibungsfundort bekannt ist. Als Höhenverbreitung werden Höhen von 1500 bis 2000 Metern angenommen.

## Lebensweise
Über die Lebensweise des Mengkoka-Zwerghörnchens liegen kaum Daten vor, Untersuchungen haben seit der Erstbeschreibung in den 1950ern nicht stattgefunden. Es lebt in den Übergangsbereichen der tropischen Bergwälder mittlerer und hoher Lagen in den Mengkoka-Bergen. Die Weibchen haben drei Paar Zitzen, die Wurfgröße ist nicht bekannt.

## Systematik
Das Mengkoka-Zwerghörnchen wird als eigenständige Art innerhalb der Gattung der Sulawesi-Zwerghörnchen (Prosciurillus) eingeordnet, die aktuell aus sieben Arten besteht, während bis 2005 nur fünf Arten anerkannt waren. Die wissenschaftliche Erstbeschreibung stammt von Joseph Curtis Moore aus dem Jahr 1958, der die Art anhand von Individuen vom Gunung Tanke Salokko aus den Mengkoka-Bergen im Südosten Sulawesis aus einer Höhe von 1500 Metern beschrieb.
Innerhalb der Art werden neben der Nominatform keine weiteren Unterarten unterschieden.

## Status, Bedrohung und Schutz
Das Mengkoka-Zwerghörnchen wird aufgrund der sehr unvollständigen Datenlage von der International Union for Conservation of Nature and Natural Resources (IUCN) als Data deficient gelistet. Bestandszahlen sind nicht bekannt, die Lebensräume gelten jedoch als vergleichsweise unbeeinflusst, lokal können Bejagung und menschliche Waldnutzungen relevant sein.

## Belege
1. 1 2 3 4 5 6 7  Richard W. Thorington Jr., John L. Koprowski, Michael A. Steele: Squirrels of the World. Johns Hopkins University Press, Baltimore MD 2012; S. 175. ISBN 978-1-4214-0469-1
2. 1 2 3  Prosciurillus abstrusus in der Roten Liste gefährdeter Arten der IUCN 2014.3. Eingestellt von: F. Chiozza, 2008. Abgerufen am 14. März 2015.
3. 1 2 3  Prosciurillus abstrusus In: Don E. Wilson, DeeAnn M. Reeder (Hrsg.): Mammal Species of the World. A taxonomic and geographic Reference. 2 Bände. 3. Auflage. Johns Hopkins University Press, Baltimore MD 2005, ISBN 0-8018-8221-4.